# Tipula (Lunatipula) murati
Tipula (Lunatipula) murati is een tweevleugelige uit de familie langpootmuggen (Tipulidae). De soort komt voor in het Palearctisch gebied.